# Красный Хутор (Красноярский край)
Кра́сный Ху́тор — посёлок в Шушенском районе Красноярского края. Входит в состав Сизинского сельсовета.

## География
Посёлок находится на правом берегу реки Енисей, на расстоянии примерно 44 км (по прямой) к юго-западу от посёлка городского типа Шушенское, административного центра района.

### Климат
Климат резко континентальный с холодной продолжительной зимой и коротким жарким летом. Самый теплый месяц - июль со средней температурой +20 °С, абсолютный максимум до +39 °С. Продолжительность безморозного периода 115 дней, вегетационного- 150 дней. Зимой самый холодный месяц - январь со средней температурой до —20 °С. Среднегодовое количество осадков 500 мм. Снежный покров устанавливается в конце первой - начале второй декады ноября, держится около 5 месяцев. Высота снежного покрова до 150 см. Относительная влажность воздуха колеблется от 42 до 57 %. 

## Население
| 2010 |
| ---- |
| 146  |

### Национальный состав
Согласно результатам переписи 2002 года, в национальной структуре населения русские составляли 95 % из 145 чел.